# Brian Gwaspari
Brian Gwaspari is een Britse acteur. 
Persoonlijke gegevens over deze acteur zijn niet te vinden, wel een aantal rollen die hij vertolkte. 
Hij speelde als John Redwood in Specials (1991) met 12 afleveringen. Verder had hij rollen in: The Sweeney in 1976, Van der Valk 1972, The Gentle Touch 1980-1983, The Professionals 1977-1983, EastEnders 1988-1992, Between the Lines 1992, Wycliffe 1993, The Chief 1994, Hercule Poirot 1995, Trial and Retribution 2007, en Midsomer Murders 2009.